# Cumberland (wyżyna)

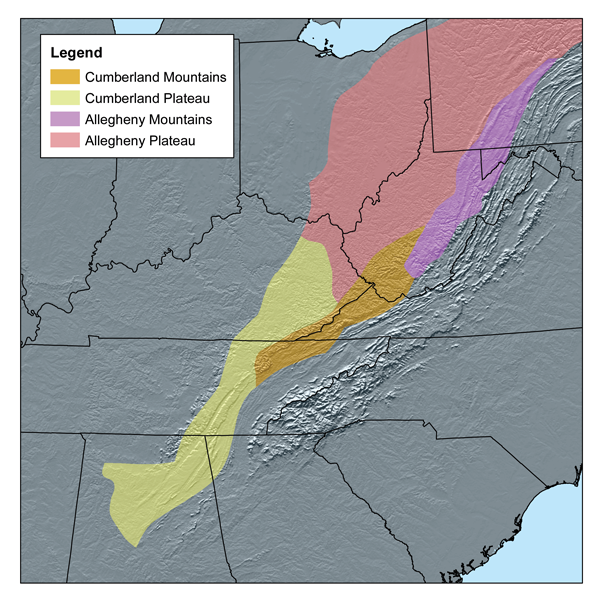
Pomarańczowy – góry Cumberland
Jasnożółty – wyżyna Cumberland
Fioletowy – góry Allegheny
Różowy – wyżyna Allegheny

Cumberland – wyżyna we wschodniej części Stanów Zjednoczonych, leżąca w południowo-zachodniej części Appalachów, część Wyżyn Appalaskich. 
Obejmuje wschodni stan Kentucky, zachodnią Wirginię Zachodnią, część Tennessee, północną Alabamę oraz północno-zachodnią Georgię. Od wschodu ograniczona progiem denudacyjnym. Liczy maksymalnie około 600 m wysokości. Ciągnie się na 725 km osiągając 65–80 km szerokości; biegnie od południowego stanu Wirginia Zachodnia po północną Alabamę. W północnej części łączy się z wyżyną Allegheny, zaś w południowej z Niziną Zatokową.
Tworzą ją piaskowce karbońskie oraz wapienie sylurskie. Na wyżynie występują złoża węgla kamiennego. Wyżyna pocięta przez systemy rzek Cumberland, Kentucky i Tennessee. Zalesiona.